# Éditions David
Fondées en 1993 par Yvon Malette, les Éditions David sont situées à Ottawa et ont comme principal mandat de publier des auteurs et des autrices francophones de l’Ontario et du Canada,. Publiant une vingtaine de titres par année, cette maison d’édition canadienne souhaite contribuer à la diversité de la littérature franco-canadienne en soutenant des collections de romans, pour adulte et pour la jeunesse, en plus de collections de poésie et d’essais.
Les Éditions David sont également reconnues pour leur implication dans les communautés francophones, notamment grâce à leurs initiatives qui suscitent un intérêt pour l'écriture et la lecture au sein de la francophonie ontarienne.
Les Éditions David sont membres du Regroupement des éditeurs franco-canadiens (REFC) et de l'Association nationale des éditeurs de livres (ANEL),.

## Histoire

### La voix des franco-ontariens
Les Éditions David voient le jour en juillet 1993 sous l’impulsion d’Yvon Malette qui souhaite publier un essai, s'inspirant de sa thèse de doctorat consacrée à Gabrielle Roy, intitulé L’autoportrait mythique de Gabrielle Roy,,. La maison d’édition, située à Ottawa, publie au départ essentiellement des essais et de la poésie d’auteurs de la région d’Ottawa, en Ontario, avant de se diversifier et d’offrir des romans pour adultes et adolescents, des projets hors collections variés et de présenter des voix d’autres communautés francophones du Canada.
En 2024, pour célébrer leurs 30 ans, les Éditions David lancent la toute nouvelle collection Pigeon voyageur destinée aux lecteurs de 9 à 13 ans. Chaque livre de cette collection est accompagné d’une carte géographique et permet aux jeunes lecteurs de découvrir des territoires canadiens à travers les histoires captivantes des auteurs d’ici.
Au fil des années, « les Éditions David ont participé, avec d’autres maisons d’édition, à donner une voix aux franco-ontariens », souligne Yvon Malette, fondateur et directeur général des Éditions David de 1993 à 2009.

### Des projets porteurs
En 2007, une collection de romans pour adolescents est créée et propose des histoires signées par des auteurs primés et bien connus dans les écoles franco-canadiens, pensons notamment à Pierre-Luc Bélanger, Katia Canciani, Claude Forand, Mathieu Muir, Hélène Koscielniak et Claudia Lahaie.
Les Éditions David deviennent un organisme à but non lucratif en février 2008 et amorcent en 2009 le projet Mordus des mots qui vise à stimuler l'intérêt des élèves du secondaire pour l'écriture et la lecture en français. Ce projet porteur débouchant sur une publication professionnelle de textes d’élèves du secondaire après avoir bénéficié des conseils d’un écrivain a célébré ses 10 éditions et touché près de 5500 élèves.

## Collections
Les Éditions David publient des romans, pour les adultes et pour la jeunesse, en plus de la poésie et des essais à travers ses six collections principales :
- Voix narratives : Collection regroupant des romans et des récits pour adultes[9].
- Indociles : Collection de romans pour adultes[9], privilégiant des œuvres non conformistes.
- 14/18 : Collection créée en 2007 qui regroupe des romans destinés aux adolescents de 14 ans et plus. Romans d’aventures, de science-fiction, policiers, fantastiques, fantasy, romans de quête identitaire, etc[1].
- Pigeon voyageur : Collection créée en 2024 destinée aux jeunes lecteurs de 9 à 13 ans. Chaque roman présente une ville ou un lieu du Canada[8].
- Haïku : Créée en 2004, la collection de poésie dédiée au haïku est devenue une spécialité de la maison d’édition et en fait un chef de file autant à l’étranger qu’au Québec et au Canada francophone[6].
- Voix savantes : Collection dédiée à des ouvrages savants, notamment des essais portant sur la recherche littéraire franco-canadienne[10].
- Hors collection : Collection permettant de produire des livres qui se trouvent en marge du mandat principal des Éditions David, mais qui présentent un intérêt particulier pour la communauté.

## Prix littéraires
2024
- Prix Alain-Thomas : Par-delà les frontières de Jean Mohsen Fahmy[11].

2023
- Prix du livre d’Ottawa, catégorie fiction : Capharnaüm de Nancy Vickers[12].
- Prix Suzanne-Pouliot et Antoine-Sirois : Les héritiers de l’Expansion de Mathieu Muir[13].
- Prix du livre d’enfant Trillium : Le secret de Paloma de Michèle Laframboise[14].
- Prix Alain-Thomas pour Mégane et Mathis d’Hélène Koscielniak[15].

2022
- Prix Champlain  - Catégorie adulte : Ce matin de Paul Savoie[16].
- Prix Champlain - Mention spéciale du jury : Zahra de Soufiane Chakkouche[17].
- Prix AAOF de littérature jeunesse : Perdue au bord de la baie d’Hudson de Micheline Marchand[18].
- Collection IBBY 2023 de livres exceptionnels pour les jeunes en situation de handicap : Pourquoi pas ? de Mylène Viens[19].

2021
- Prix du livre d’Ottawa, fiction : Farida de Monia Mazigh[20].
- Prix du livre d’Ottawa, non-fiction : Niagara… la voie qui y mène de Nicole V. Champeau[20].
- Prix littéraire Trillium : Sept nuits dans la vie de Chérie de Danièle Vallée[21].
- Prix Champlain - Catégorie jeunesse : Perdue au bord de la baie d’Hudson de Micheline Marchand[22].
- Prix Alain-Thomas : Le jour se lèvera de Gabriel Osson[23].

2020
- Prix Champlain - Catégorie jeunesse : L’Odyssée des neiges de Pierre-Luc Bélanger[24].

2019
- Prix du livre d’Ottawa, non-fiction : Entre le risque et le rêve une brève histoire des Éditions David[25].
- Prix du livre d’Ottawa, fiction : L’Isle aux abeilles noires d’Andrée Christensen[25].
- Prix Christine-Dumitriu-van-Saanen : La sultane dévoilée de Jean Mohsen Fahmy[26].
- Prix Cécile-Gagnon : L’ère de l’Expansion de Mathieu Muir[27].

2008
- Prix du Gouverneur général, poésie : La lenteur du monde de Michel Pleau[28].

## Équipe
- Directeur général : Frédéric Brisson
- Directeur littéraire : Marc Pelletier
- Directrice artistique et graphiste : Anne-Marie Lemay-Frenette
- Responsable de la promotion et des communications : Véronique Sylvain
- Coordonnatrice de la production : Mylène Viens
- Stagiaire : Michèle Roques Martinez
- Appui à l’édition : Danielle Delorme
- Adjointe à l’édition : Daphnée Bélanger

## Directeurs des collections
- Voix narratives : André Lamontagne
- Indociles et 14/18 : Marc Pelletier
- Pigeon voyageur : Anne-Marie Fortin
- Haïku : Bertrand Nayet
- Voix savantes : Élise Lepage
- Hors collection : Marc Haentjens
- Réviseure : Sara-Lise Rochon